# Processione dei Misteri

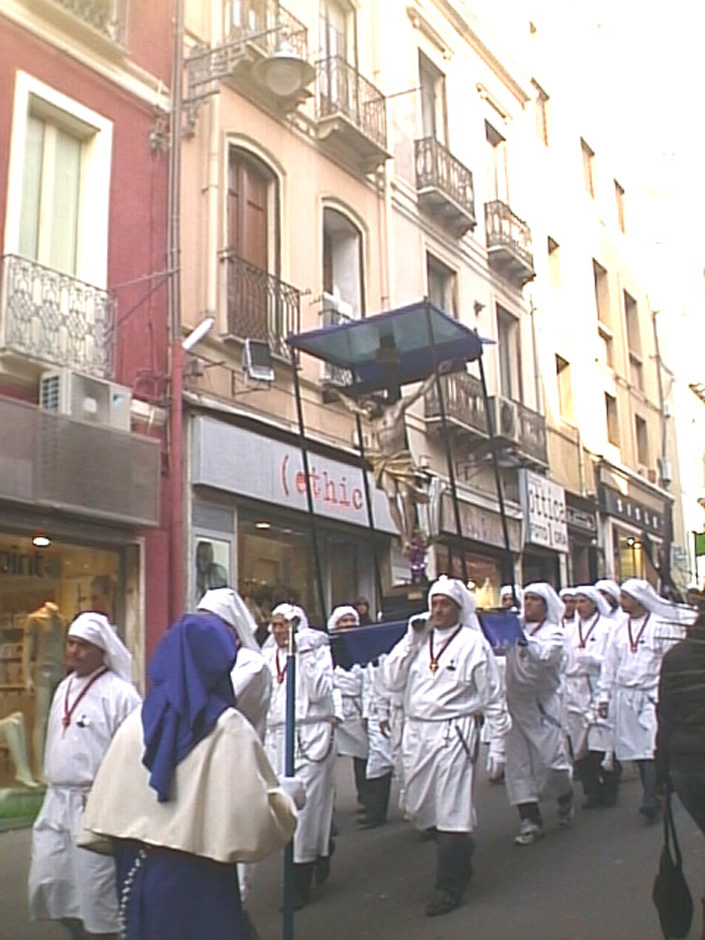
La processione dei Misteri a Cagliari

La processione dei Misteri è una manifestazione religiosa che avviene il Giovedì o il Venerdì Santo in molte località della Sicilia, della Puglia e della Sardegna ma anche del Molise, della Campania, della Calabria, della Liguria, della Corsica e dell'Abruzzo, di Malta e della Spagna, che prevede di portare in processione diverse statue o gruppi scultorei ("misteri") rappresentanti vari momenti della passione di Cristo, e in particolare la sua crocifissione e morte. L'origine di tali processioni si ritiene possa risalire al XV secolo, ma risulta documentato nella sua forma compiuta, a partire dalla fine del XVI secolo. In molti casi tali statue in legno, in cartapesta o in materiali eterogenei, rappresentano opere significative della scultura del XVII e del XVIII secolo.

## IlMisteroPasquale
L'espressione "Mistero Pasquale" indica la passione, morte, risurrezione e ascensione di Gesù. Sono il simbolo con cui trova compimento il disegno divino di condurre gli uomini alla salvezza e alla verità.
La frequenza con cui il termine "mistero" è impiegato fin dal primo Cristianesimo indica un chiaro riferimento ai culti misterici precristiani ai quali il "mistero cristiano" viene contrapposto come l'unico veramente salvifico.
Nel teatro medievale con il termine "misteri" si indicavano le rappresentazioni di drammi sacri aventi per oggetto episodi della Bibbia o più spesso del Vangelo.
Dunque i "misteri" portati in processione in diversi paesi dell'Italia meridionale, della Spagna e non solo, sono l'eredità di tale teatralità e religiosità medievale, il passaggio dall'animazione all'immobilità e all'espressione figurata del simbolo rappresentato dalla passione di Cristo, declinato ed esemplificato nelle singole immagini delle ultime vicende umane del Cristo; in questo sono vicini concettualmente alla Via Crucis con cui si commemora il percorso doloroso di Cristo che si avvia alla crocifissione sul Golgota in senso cronologico piuttosto che simbolico fuori dal tempo come invece avviene nelle processioni dei Misteri.
Un ruolo importante nell'affermarsi di tali manifestazioni fu dato dalle risultanze del concilio di Trento: partendo dalle indicazioni tridentine, che cercarono di proibire le rappresentazioni sacre, ormai considerate indecorose e ridicole e fonte di disordini, la tradizione dei "misteri" teatrali venne incanalata verso manifestazioni più composte. Così  la tradizionale processione del "Cristo morto" del venerdì Santo, alla fine del XVI secolo, si trasformò in ampie aree regionali, nella teatrale processione dei Misteri.
Tale circostanza trova conferma nella documentazione di processioni dei Misteri anche in aree geografiche che oggi non hanno mantenuto tale tradizione come Milano dove, a partire dal 1587, veniva organizzata dai barnabiti con ben 27 "misteri" portati in processione in notturna.

## La processione
La processione è una rappresentazione della Via Crucis. Tra gli elementi chiave delle processioni dei Misteri c'è la rappresentazione esasperata del dolore e del sangue: le statue di Cristo morto o di Cristo flagellato mostrano ferite aperte e sanguinose ed erano talvolta seguite da cortei di flagellanti.Tale carattere trova riferimenti nell'iconografia del Cristo crocifisso con riferimenti nella scultura Medioevale, ma soprattutto in quella seicentesca dell'Italia meridionale esemplificata nelle opere di fra Umile da Petralia.

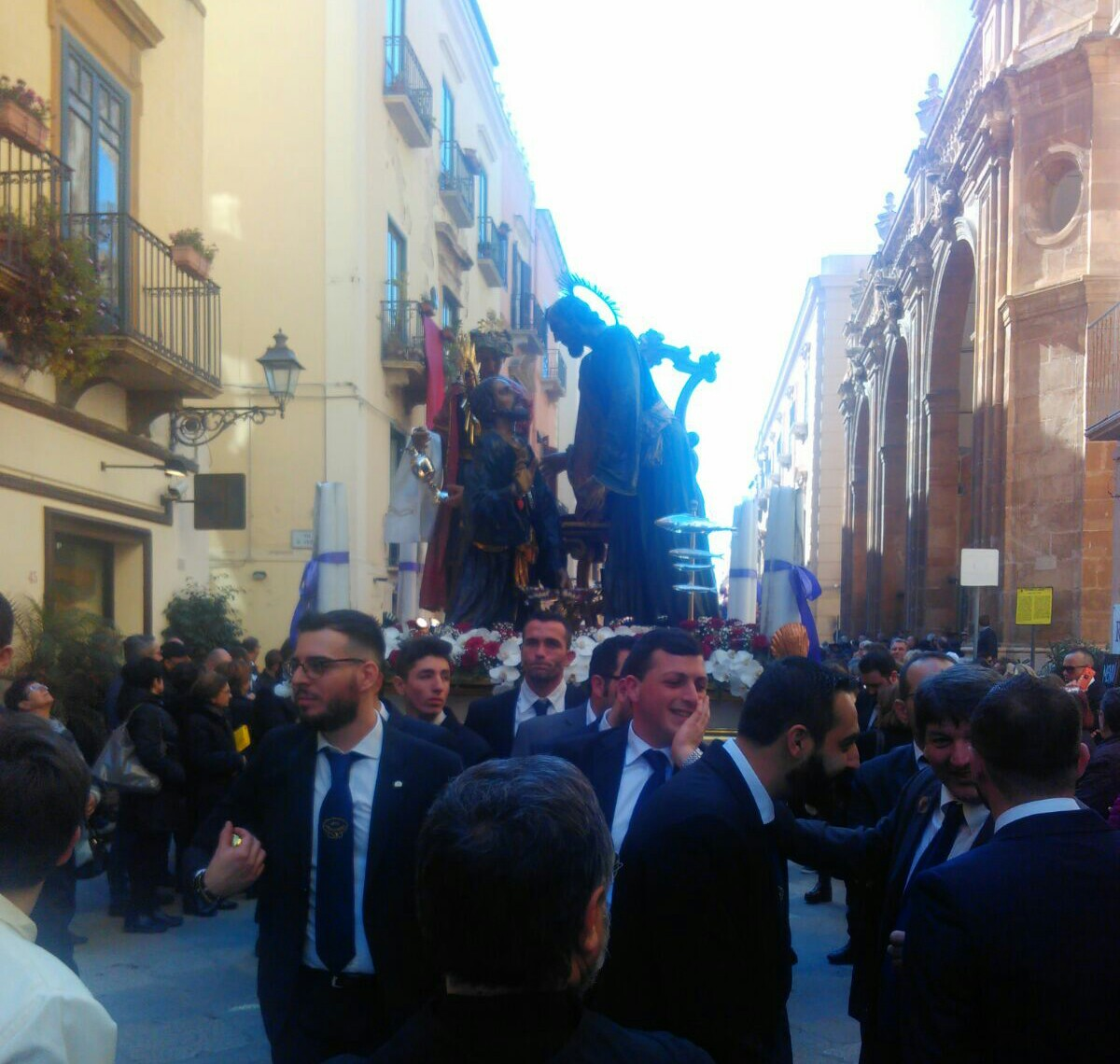
Uno dei 20 gruppi della Processione dei misteri di Trapani

La processione dei misteri avviene dunque il Venerdì Santo, accompagnata da canti e con uno svolgimento lento che si protrae spesso anche alle ore serali. 
L'organizzazione del rito è complessa e presuppone la partecipazione di un'intera comunità organizzata in confraternite alle quali viene assegnata la custodia durante l'anno delle varie sculture o gruppi scultorei e il loro trasporto a braccia durante la processione.

## Temi
I simulacri scultorei che compongono le varie processioni in genere appartengono più spesso ai seguenti temi iconografici:
- Cristo nel Getsemani
- Ecce Homo
- Cristo alla colonna
- Incoronazione di spine
- Cristo portacroce
- La crocifissione di Cristo
- Deposizione dalla croce
- Cristo morto
- Cristo risorto

Non mancano altri aspetti della passione come il Bacio di Giuda,  l'Addolorata, la Pietà, la deposizione nel Sepolcro, ed altri.
Spesso le varie sculture sono affidate a compagnie secolari, a volte riferite a maestranze del paese, incaricate della loro conservazione durante l'anno e del loro trasporto a braccia in processione.

## Processioni dei misteri
- Processione dei misteri di Trapani
- Processione dei misteri di Valenzano
- Processione delle Vare di Caltanissetta
- Processione dei misteri di Erice
- Processione del Venerdì Santo di Enna